# Söderslättspartiet
Söderslättspartiet (SÖS) är ett lokalt politiskt parti i Trelleborgs kommun. Mellan 2014 och 2018 styrde partiet kommunen tillsammans med Socialdemokraterna, Miljöpartiet och Centerpartiet.. Partiet slogs 2021 ihop med Vårt Söderslätt med förkortningen VS.

## Valresultat
| År   | Röster | %    | Mandat  |
| ---- | ------ | ---- | ------- |
| 2010 | 1 300  | 4,94 | 3 av 51 |
| 2014 | 2 041  | 7,45 | 5 av 51 |
| 2018 | 1 970  | 6,88 | 4 av 51 |